# Entyloma sonchi
Entyloma sonchi är en svampart som beskrevs av Vánky 1983. Entyloma sonchi ingår i släktet Entyloma och familjen Entylomataceae.   Inga underarter finns listade i Catalogue of Life.